# Funktionsgrupp
Funktionsgrupp, när en doktor får en patient med symtom på hjärtsvikt, så finns en skala han kan använda på hur allvarlig denna hjärtsvikt är. Skalan är framtagen av New York Heart Association (NYHA).
| Funktionsgrupp | Egenskaper                                          |
| -------------- | --------------------------------------------------- |
| I              | Inga symtom av hjärtsvikt, men hjärtsjukdom finns   |
| II             | Symtom av hjärtsvikt vid kraftig kroppsansträngning |
| III            | Symtom av hjärtsvikt vid lindrig kroppsansträngning |
| IV             | Symtom av hjärtsvikt i vila                         |

Alltså, ju högre siffra, desto värre hjärtsvikt.